# Fenologie

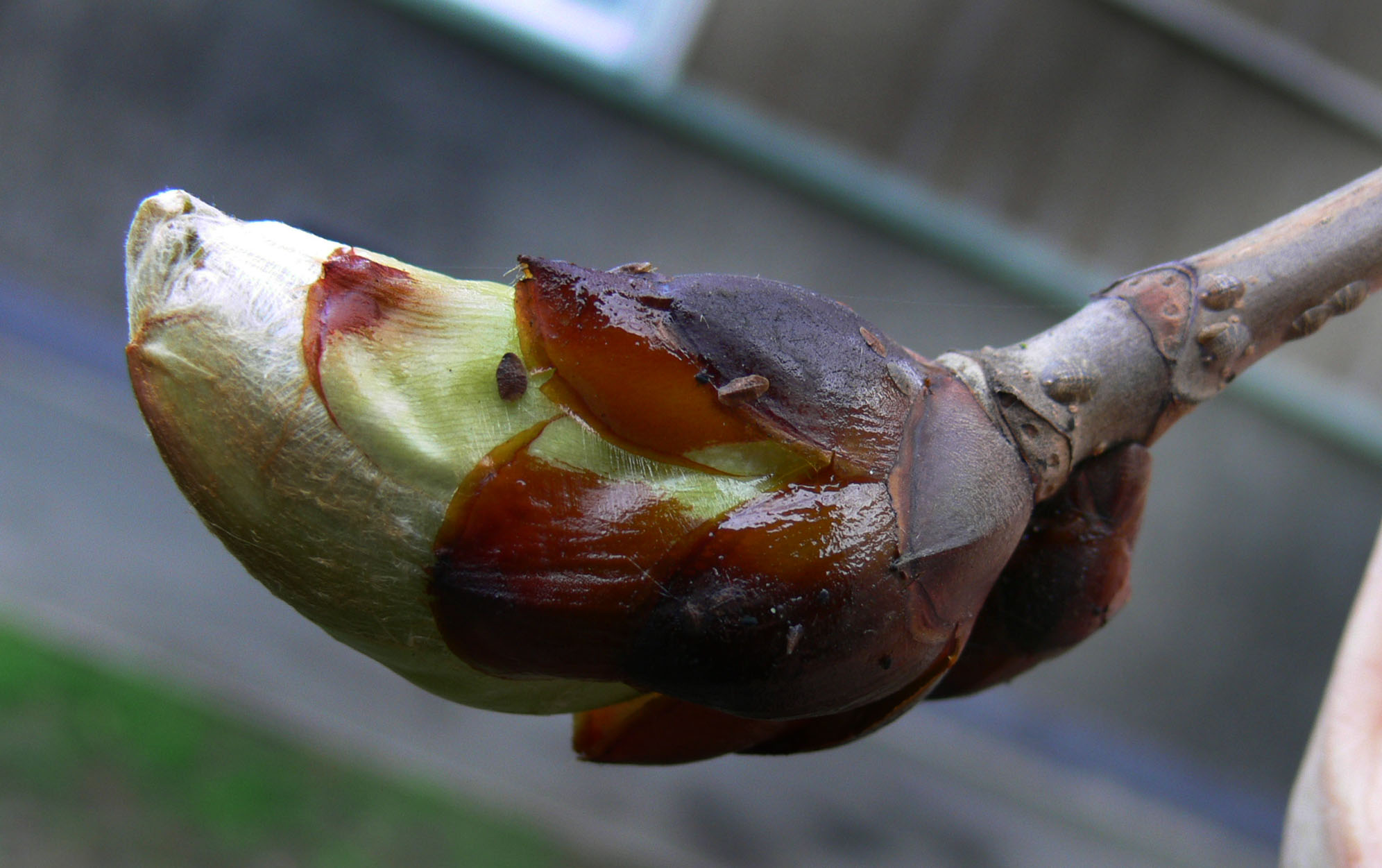
Een bloemknop van een witte paardenkastanje in de lente.

Fenologie (Oudgrieks: φαίνειν, phaínein: doen verschijnen) is de studie van het verband tussen periodiek terugkerende organische natuurverschijnselen, de meteorologische omstandigheden en de tijdstippen in het jaar, en is een onderdeel van de ecologie.
Dit betreft voornamelijk biologische processen. De datums waarop karakteristieke verschijnselen optreden worden vastgelegd in een "fenologische kalender". Dit verdeelt het "fenologische jaar" in fysiologisch en biologisch gebaseerde "fenologische seizoenen", die zijn gebaseerd op de karakteristieke ontwikkelingsstadia van bepaalde planten (fenologische aanwijzerplanten) en gedragingen van de dieren.
Voorbeelden zijn: de tijdstippen waarop de markante ontwikkelingsfasen van planten en dieren intreden (ontluiken, intrede van bloei, rijpheid van de vrucht, bladverkleuring), het gedrag bij dieren zoals eieren leggen door insecten en vogels, balts, de tijdstippen waarop trekvogels terugkomen of weer vertrekken, en de eerste vlinders gesignaleerd worden.
Bij planten kan gelet worden op de tijdstippen, en de percentages op verschillende tijdstippen voor al deze verschijnselen:
- vegetatieve groei: zoals knopdragend, bladdragend, Sint-Jansloten (tweede groeischeut), herfstkleuren en bladval
- voortplanting: zoals vegetatief plant (niet bloeiend of vruchtdragend), bloei, vruchtzetting en rijping

De belangrijkste reden voor variërende tijdstippen is doorgaans een variatie in de temperatuur. Trends die uit langlopende studies blijken, kunnen een aanwijzing zijn voor een veranderend klimaat.
Een Nederlands fenologisch onderzoeksproject is "De Natuurkalender", een initiatief uit 2001 van het radioprogramma Vroege Vogels en de leerstoelgroep Milieusysteemanalyse van Wageningen UR.